# Dariganga, Sükhbaatar
Dariganga (tiếng Mông Cổ: Дарьганга) là một sum của tỉnh Sükhbaatar ở miền đông Mông Cổ. Vào năm 2009, dân số của sum là 2.853 người.

## Địa lý
Sum có diện tích khoảng 4.814 km2. Trung tâm sum, Ovoot, nằm cách tỉnh lỵ Baruun-Urt 200 km và thủ đô Ulaanbaatar 650 km.

### Khí hậu
Dariganga có khí hậu bán khô hạn. Nhiệt độ trung bình hàng năm ở khu vực này là 3 °C. Tháng ấm nhất là tháng 6, khi nhiệt độ trung bình là 24 °C và lạnh nhất là tháng 1, với -22 °C. Lượng mưa trung bình hàng năm là 373 mm. Tháng ẩm ướt nhất là tháng 6, với lượng mưa trung bình là 96 mm, và khô nhất là tháng 1, với 3 mm.

## Kinh tế
Sum có một trường học, bệnh viện, trung tâm thương mại và nhà văn hóa.